# Casino de Madère
Le casino de Madère (en portugais : Casino da Madeira), est un édifice situé à Funchal, sur l'île de Madère, au Portugal.

## Situation
Le casino se trouve sur les hauteurs dominant le port de Funchal entre l'Avenida del Infante et l'Avenida Sa Carneiro et à proximité du parc Santa Catarina.

## Description
Ce bâtiment est l'œuvre de l'architecte brésilien Oscar Niemeyer, célèbre pour être le principal concepteur architectural de la capitale du Brésil : Brasilia.  
Il s'agit d'une construction circulaire d'une quarantaine de mètres de diamètre entourée par 32 contreforts en béton blanc se détachant du corps du bâtiment.